# Óscar Cardozo
Óscar René Cardozo (Juan Eulogio Estigarribia, 1983. május 20. –) paraguayi labdarúgó, a Libertad és a Paraguayi labdarúgó-válogatott csatára.

## Karrierje

### Fiatal évei
Cardozo megfordult a 3 de Febrero és a Club Nacional is mielőtt az argentin Newell’s Old Boys csapatába került. A Nacionalnál a csapat gólkirálya lett 29 góllal, köztük egy mesterhármassal.

### Newell's Old Boys
2006–2007-es szezon második felében érkezett a Newell’s Old Boys csapatához 1,2 millió dollárért, miután 17 gólt lőtt a paraguayi Club Nacional csapatban. Rosario-ban 16 mérkőzésen 11-szer talált be. Ennek köszönhetően 2006-ban az év paraguayi játékosa címet is elnyerte.

### SL Benfica
2007. június 21-én Cardozo hivatalosan a portugál Benfica csapatához került 10 millió euróért. Jelenleg ő a csapat második legdrágább vétele a klub történelmében Simão Sabrosa után, akiért 13 millió eurót áldoztak.
Első szezonjában 29 mérkőzésen 13 gólt ért el, amivel a csapat házi-góllövőlista győztese és a portugál labdarúgó-bajnokság második helyezettje lett.
2009 őszén 13 meccsen 14 gólt szerzett, amivel a portugál labdarúgó-bajnokság góllövőlistájának első helyén áll.
2009-ben ismételten megkapta az év paraguayi játékosa címet.
A 2009–10-es bajnokság gólkirálya lett, megelőzve Radamel Falcao-t.

## A válogatottban
2007 óta a Paraguayi labdarúgó-válogatott tagja. Eddig 38 mérkőzésen 5 gólt szerzett. Legnagyobb eredményük alighanem a 2010-es labdarúgó-világbajnokság-ra kvalifikálás volt, ahol a negyeddöntőig meneteltek.

## Sikerei, díjai

### 3 de Febrero
- Paraguay bajnok (2004)

### Benfica
- Portugál ligakupa (2008/2009, 2009/2010)
- Portugál bajnok (2009/10)

### Egyéni
- Év paraguayi játékosa (2006, 2009)
- Portugál gólkirály (2009/10)
- Európa liga gólkirály (2009/10)

## Fordítás
- Ez a szócikk részben vagy egészben  az   Óscar Cardozo című angol Wikipédia-szócikk fordításán alapul.  Az eredeti cikk szerkesztőit annak laptörténete sorolja fel. Ez a jelzés csupán a megfogalmazás eredetét és a szerzői jogokat jelzi, nem szolgál a cikkben szereplő információk forrásmegjelöléseként.